# Story of My Life
Story of My Life is een nummer van de Britse-Ierse boyband One Direction. Het nummer werd uitgebracht op 28 oktober 2013 door Syco Music en Columbia Records als de tweede single van hun derde album, Midnight Memories. Geschreven door Jamie Scott, John Ryan, Julian Bunetta en One Direction en geproduceerd door Bunetta, werd het nummer opgenomen in 2013 en duurt het vier minuten en 6 seconden.

## Hitnoteringen
| Hitlijst               | Datum van binnenkomst | Hoogste positie | Aantal weken | Laatste notering |
| ---------------------- | --------------------- | --------------- | ------------ | ---------------- |
| Single Top 100         | 02-11-2013            | 3               | 11           | *                |
| Nederlandse Top 40     | 09-11-2013            | 20              | 10           | *                |
| Vlaamse Radio 2 Top 30 | 02-11-2013            | 2               | 11           | *                |
| Vlaamse Ultratop 50    | 09-11-2013            | 3               | 10           | *                |
| Waalse Ultratop 50     | 09-11-2013            | 14              | 9            | *                |
| Australische Top 50    | 10-11-2013            | 3               | 9            | *                |
| Canadian Hot 100       | 16-11-2013            | 3               | 8            | *                |
| Deense Top 40          | 08-11-2013            | 1               | 7            | *                |
| Franse Top 200         | 09-11-2013            | 22              | 8            | *                |
| Ierse Top 100          | 31-10-2013            | 1               | 10           | *                |
| Nieuw-Zeelandse Top 40 | 04-11-2013            | 1               | 9            | *                |
| Noorse Top 20          | 05-11-2013            | 11              | 8            | *                |
| Oostenrijkse Top 75    | 08-11-2013            | 20              | 8            | *                |
| Spaanse Top 50         | 03-11-2013            | 1               | 8            | *                |
| UK Singles Chart       | 03-11-2013            | 2               | 9            | *                |
| Billboard Hot 100      | 16-11-2013            | 6               | 9            | *                |
| Zweedse Top 60         | 08-11-2013            | 8               | 8            | *                |
| Zwitserse Top 75       | 10-11-2013            | 13              | 8            | *                |

### Nederlandse Top 40
| Hitnotering: 09-11-2013 t/m 11-01-2014 | Hitnotering: 09-11-2013 t/m 11-01-2014 | Hitnotering: 09-11-2013 t/m 11-01-2014 | Hitnotering: 09-11-2013 t/m 11-01-2014 | Hitnotering: 09-11-2013 t/m 11-01-2014 | Hitnotering: 09-11-2013 t/m 11-01-2014 | Hitnotering: 09-11-2013 t/m 11-01-2014 | Hitnotering: 09-11-2013 t/m 11-01-2014 | Hitnotering: 09-11-2013 t/m 11-01-2014 | Hitnotering: 09-11-2013 t/m 11-01-2014 | Hitnotering: 09-11-2013 t/m 11-01-2014 | Hitnotering: 09-11-2013 t/m 11-01-2014 |
| Week:                                  | 1                                      | 2                                      | 3                                      | 4                                      | 5                                      | 6                                      | 7                                      | 8                                      | 9                                      | 10                                     |                                        |
| -------------------------------------- | -------------------------------------- | -------------------------------------- | -------------------------------------- | -------------------------------------- | -------------------------------------- | -------------------------------------- | -------------------------------------- | -------------------------------------- | -------------------------------------- | -------------------------------------- | -------------------------------------- |
| Positie:                               | 21                                     | 20                                     | 30                                     | 25                                     | 29                                     | 30                                     | 35                                     | 37                                     | 35                                     | 31                                     | uit                                    |

### NederlandseSingle Top 100
| Hitnotering: 02-11-2013 t/m | Hitnotering: 02-11-2013 t/m | Hitnotering: 02-11-2013 t/m | Hitnotering: 02-11-2013 t/m | Hitnotering: 02-11-2013 t/m | Hitnotering: 02-11-2013 t/m | Hitnotering: 02-11-2013 t/m | Hitnotering: 02-11-2013 t/m | Hitnotering: 02-11-2013 t/m | Hitnotering: 02-11-2013 t/m | Hitnotering: 02-11-2013 t/m | Hitnotering: 02-11-2013 t/m | Hitnotering: 02-11-2013 t/m | Hitnotering: 02-11-2013 t/m | Hitnotering: 02-11-2013 t/m | Hitnotering: 02-11-2013 t/m | Hitnotering: 02-11-2013 t/m | Hitnotering: 02-11-2013 t/m | Hitnotering: 02-11-2013 t/m | Hitnotering: 02-11-2013 t/m | Hitnotering: 02-11-2013 t/m |
| Week:                       | 1                           | 2                           | 3                           | 4                           | 5                           | 6                           | 7                           | 8                           | 9                           | 10                          | 11                          | 12                          | 13                          | 14                          | 15                          | 16                          | 17                          | 18                          | 19                          | 20                          |
| --------------------------- | --------------------------- | --------------------------- | --------------------------- | --------------------------- | --------------------------- | --------------------------- | --------------------------- | --------------------------- | --------------------------- | --------------------------- | --------------------------- | --------------------------- | --------------------------- | --------------------------- | --------------------------- | --------------------------- | --------------------------- | --------------------------- | --------------------------- | --------------------------- |
| Positie:                    | 3                           | 24                          | 32                          | 20                          | 25                          | 33                          | 42                          | 53                          | 54                          | 48                          | 48                          |                             |                             |                             |                             |                             |                             |                             |                             |                             |

### VlaamseRadio 2 Top 30
| Hitnotering: 02-11-2013 t/m | Hitnotering: 02-11-2013 t/m | Hitnotering: 02-11-2013 t/m | Hitnotering: 02-11-2013 t/m | Hitnotering: 02-11-2013 t/m | Hitnotering: 02-11-2013 t/m | Hitnotering: 02-11-2013 t/m | Hitnotering: 02-11-2013 t/m | Hitnotering: 02-11-2013 t/m | Hitnotering: 02-11-2013 t/m | Hitnotering: 02-11-2013 t/m | Hitnotering: 02-11-2013 t/m | Hitnotering: 02-11-2013 t/m | Hitnotering: 02-11-2013 t/m | Hitnotering: 02-11-2013 t/m | Hitnotering: 02-11-2013 t/m | Hitnotering: 02-11-2013 t/m | Hitnotering: 02-11-2013 t/m | Hitnotering: 02-11-2013 t/m | Hitnotering: 02-11-2013 t/m | Hitnotering: 02-11-2013 t/m |
| Week:                       | 1                           | 2                           | 3                           | 4                           | 5                           | 6                           | 7                           | 8                           | 9                           | 10                          | 11                          | 12                          | 13                          | 14                          | 15                          | 16                          | 17                          | 18                          | 19                          | 20                          |
| --------------------------- | --------------------------- | --------------------------- | --------------------------- | --------------------------- | --------------------------- | --------------------------- | --------------------------- | --------------------------- | --------------------------- | --------------------------- | --------------------------- | --------------------------- | --------------------------- | --------------------------- | --------------------------- | --------------------------- | --------------------------- | --------------------------- | --------------------------- | --------------------------- |
| Positie:                    | 24                          | 14                          | 9                           | 6                           | 3                           | 2                           | 2                           | 3                           | 3                           | 5                           | 8                           |                             |                             |                             |                             |                             |                             |                             |                             |                             |

### VlaamseUltratop 50
| Hitnotering: 09-11-2013 t/m | Hitnotering: 09-11-2013 t/m | Hitnotering: 09-11-2013 t/m | Hitnotering: 09-11-2013 t/m | Hitnotering: 09-11-2013 t/m | Hitnotering: 09-11-2013 t/m | Hitnotering: 09-11-2013 t/m | Hitnotering: 09-11-2013 t/m | Hitnotering: 09-11-2013 t/m | Hitnotering: 09-11-2013 t/m | Hitnotering: 09-11-2013 t/m | Hitnotering: 09-11-2013 t/m | Hitnotering: 09-11-2013 t/m | Hitnotering: 09-11-2013 t/m | Hitnotering: 09-11-2013 t/m | Hitnotering: 09-11-2013 t/m | Hitnotering: 09-11-2013 t/m | Hitnotering: 09-11-2013 t/m | Hitnotering: 09-11-2013 t/m | Hitnotering: 09-11-2013 t/m | Hitnotering: 09-11-2013 t/m |
| Week:                       | 1                           | 2                           | 3                           | 4                           | 5                           | 6                           | 7                           | 8                           | 9                           | 10                          | 11                          | 12                          | 13                          | 14                          | 15                          | 16                          | 17                          | 18                          | 19                          | 20                          |
| --------------------------- | --------------------------- | --------------------------- | --------------------------- | --------------------------- | --------------------------- | --------------------------- | --------------------------- | --------------------------- | --------------------------- | --------------------------- | --------------------------- | --------------------------- | --------------------------- | --------------------------- | --------------------------- | --------------------------- | --------------------------- | --------------------------- | --------------------------- | --------------------------- |
| Positie:                    | 3                           | 12                          | 13                          | 12                          | 21                          | 24                          | 28                          | 29                          | 31                          | 27                          |                             |                             |                             |                             |                             |                             |                             |                             |                             |                             |

### NPO Radio 2 Top 2000
| Nummer met noteringen in de NPO Radio 2 Top 2000 | '13  | '14 | '15 | '16  | '17  | '18  | '19  | '20 | '21 | '22 | '23 | '24 |
| ------------------------------------------------ | ---- | --- | --- | ---- | ---- | ---- | ---- | --- | --- | --- | --- | --- |
| Story of My Life                                 | 1787 | 809 | 873 | 1750 | 1984 | 1778 | 1501 | 796 | 848 | 794 | 738 | 197 |

1. ↑  Een vetgedrukt getal geeft de hoogste notering aan.
2. ↑  2013 was het eerste jaar met een notering voor dit nummer.